# NGC 568
NGC 568 est une immense galaxie lenticulaire située dans la constellation du Sculpteur. NGC 568 a été découverte par l'astronome britannique John Herschel en 1886. La galaxie NGC 568 a été observée le 4 septembre 1897 par l'astronome américain Lewis Swift et ensuite ajouté à l'Index Catalogue sous la désignation IC 1709.

## Caractéristiques
Sa vitesse par rapport au fond diffus cosmologique est de 5 457 ± 25 km/s, ce qui correspond à une distance de Hubble de 80,5 ± 5,7 Mpc (∼263 millions d'al).
À ce jour, deux mesures non basées sur le décalage vers le rouge (redshift) donnent une distance de 83,550 ± 7,000 Mpc (∼273 millions d'al), ce qui est à l'intérieur des valeurs de la distance de Hubble.